# Denise Barbacena
Denise Ysabel Barbacena (2 de noviembre de 1994 (30 años), Manila), es una actriz y cantante de música hip hop y rap filipina que participó en un reality show llamado, Protégé, transmitida por la red televisiva de GMA Network. Su entrenador, fue el rapero Gloc-9, a pesar de que fue eliminada en este concurso el 6 de noviembre de 2011 terminando en el octavo lugar, Denise ha continuado adelante con su carrera artística. Colaboró a Gloc-9 en dos de sus canciones como  "Hari ng Tondo" y "Dapat Tama", en la que tuvieron bastante éxito.

## Singles
- "Hari Ng Tondo"
- "Dapat Tama" (GMA Network 2013)
- "Tadhana" (Destined to be Yours)

## Filmografía

### Televisión
| Año       | Titulo                                | Personaje                   | Canal       |
| 2022-2024 | Abot-Kamay na Pangarap                | Eula Sarmiento              | GMA Network |
| 2016      | Superstar Duets                       | Ella misma/Concursante      | GMA Network |
| 2016      | Dear Uge: My Millenial Mom            | Majie                       | GMA Network |
| 2016      | A1 Ko Sa 'Yo                          | Kaycee                      | GMA Network |
| 2016      | Karelasyon                            | Elisa                       | GMA Network |
| 2016      | The Millionaire's Wife                | Grace Montecillo            | GMA Network |
| 2016      | Maynila: Lucky I'm In Love            |                             | GMA Network |
| 2015      | Little Nanay                          | Trixie                      | GMA Network |
| 2015      | Maynila: Sikretong Malupit            | Sandra                      | GMA Network |
| 2015      | My Faithful Husband                   | Catherine "Cathy" Fernandez | GMA Network |
| 2015      | Sabado Badoo                          | Cameo Guest Featured        | GMA Network |
| 2014      | Basta Every Day, Happy!               | Ella misma/Ejecutante       | GMA Network |
| 2013/2015 | Sunday All Stars                      | Ella misma/Ejecutante       | GMA Network |
| 2013      | Genesis                               | Elaine Ledesma              | GMA Network |
| 2013      | Bubble Gang                           | Ella misma                  | GMA Network |
| 2012      | Tunay Na Buhay                        | Ella misma/Huésped          | GMA Network |
| 2011/2013 | Party Pilipinas                       | Ella misma/Ejecutante       | GMA Network |
| 2011      | Protégé: The Battle for the Big Break | Ella misma/Concursante      | GMA Network |